# 中井雅之
中井 雅之（なかい まさゆき、1958年〈昭和33年〉4月8日 - ）は、神戸市長田区出身のフリーアナウンサー・タレント。米朝事務所に所属する唯一のアナウンサーでもある。2女あり。

## 来歴・人物
実家はそろばん教室。父は次男。弟2人。兵庫県立夢野台高等学校、関西大学社会学部卒業。高校時代は落語家の露の団六と同じクラス、大学生時代は、1歳年下の采野吉洋（現在は南日本放送アナウンサー）とともに、「海賊放送研究会」で活動していた。また、『おはよう朝日です』（ABCテレビ）のアルバイトスタッフとして、「突撃!バーゲンダー」（商店街でのロケコーナー）の照明を担当。さらに、サン放送アカデミーでアナウンス技術の研鑽を積んでいた。
大学卒業後の1983年に、アナウンサーとして大阪放送 (OBC) に入社。入社後は、自身と同じくサン放送アカデミーへ通っていた同期入社の原田年晴とともに、看板アナウンサーとして聴取者の人気を得ていた。スポーツアナウンサーとしても活動していたが、1992年に退社・独立。同局のプロ野球中継（『近鉄バファローズナイター』『ラジオ大阪ドラマティックナイター』）で実況を続けるかたわら、フリーアナウンサーとして、『痛快!エブリデイ』の木曜日ややしきたかじんの冠番組である『たかじん胸いっぱい』（いずれも関西テレビ）で長年レギュラーを務めてきた。ちなみに、『痛快!エブリデイ』には、「怒りのスペシャリスト」という肩書で出演。「桂べかこ」を名乗っていた時期に前述の「突撃!バーゲンダー」でリポーターを務めていた桂南光（司会）と共に、名物企画の「モーレツ!怒りの相談室」を進行していた。
独立後は長らく、パブリック・インフォメーション・スタイル（略称「P.I.S」、たかじんが代表取締役であった事務所）に所属。しかし、同事務所がたかじんの個人事務所に変わったことを機に、中井も個人事務所「ツーコンツール」を主宰していた。2010年1月からは、米朝事務所に所属。同事務所唯一の所属アナウンサーとして、落語会の司会にも携わっている。
2000年代の後半には、OBC のプロ野球中継からの撤退（2007年）、『痛快!エブリデイ』の終了（2008年6月）、『たかじん胸いっぱい』のリニューアル（2009年3月）などで相次いでレギュラー番組を失ったことから、イベントなどを中心に活動。また、社会福祉法人和修会錦保育園（大阪府守口市）の副園長も務めていたことなどから、スポーツアナウンサーとしての活動を2年半ほど休止していた。
2010年3月から、CS放送のプロ野球中継の実況担当に就き、スポーツアナウンサーとしての活動を再開した。テレビの野球中継での実況を、レギュラーで担当するのはこれが初めてであった。2011年6月からは、関西テレビのテレビショッピング番組『買物生活ほんでなんぼ?』のMCとして、地上波テレビ局制作番組に再びレギュラーで出演。2013年4月から2015年3月までは、古巣のOBC で平日の午前中に放送された生ワイド番組『中井雅之のハッピーで行こう!』のパーソナリティを務めていた。2015年10月からは、フリーアナウンサーとしての活動を続けるかたわら、同局が開設する「ラジオ大阪　声優&アナウンススクール」でアナウンサー&パーソナリティコースの講師を務める。
結婚と離婚を2回経験しており、現在は独身であることを、出演番組や講演などで公表している。最初の妻に当たるフリーアナウンサーの薗田涼子は、かつて中井と共にP.I.Sへ所属。離婚後も、『中井雅之のハッピーで行こう!』にゲストで出演することがあった。子供がいる。

## 現在の出演番組
以下のプロ野球中継はいずれも、Tigers-aiの制作で、実況アナウンサーとして出演。
- スカイ・Aスタジアム（スカイ・A sports+）
- GAORAプロ野球中継（GAORA）
- インターネット配信　DAZN、パ・リーグTV(セ・パ交流戦のみ)、ジャイアンツLIVEストリーム(巨人戦のみ)

## 過去の出演番組

### テレビ
- ちちんぷいぷい（毎日放送・水曜15:00~17:50）（ - 2006年4月）
- わいわいワイド!中井雅之で～す。（ケーブルテレビ神戸）(2002年5月 - 2008年7月)
- ザ・ワイド（読売テレビ・日本テレビ共同制作）

読売テレビ単独制作のコーナーを、 同局の大阪本社スタジオから放送していた時期に出演。
以下の番組はいずれも、関西テレビで放送。
- 昼ショップ 買物検討使（月～金曜11:10～11:25、2006年3月まで放送）
- 痛快!エブリデイ
- たかじん胸いっぱい
- 買物生活ほんでなんぼ?（関西テレビ）

### ラジオ
以下の番組はいずれも、OBCで放送。
- おっと!モモンガ → おっと!モモンガPart2 おもしろREVOLUTION・水曜日[1]
- ローソン　サンデーフレッシュスター[1] - 「キッチュ」と名乗っていた時期の松尾貴史と共に、パーソナリティを担当。
- OBCブンブンリクエスト金曜日パーソナリティ[1]
- 中井雅之のやるぜ土曜日
- NEWSワンダーランド（2004年7月 - 2006年9月）
- アニメトピア
- 近鉄バファローズナイター
- ラジオ大阪ドラマティックナイター - 土・日曜の関西ローカル中継および、文化放送系のNRN日曜ナイトゲーム中継で実況を担当。プロ野球中継については、フリーアナウンサーへの転身後も、OBC がプロ野球中継から撤退するまで事実上同局専属であった。
- 大阪国際女子マラソン中継 - ラジオ大阪のアナウンサー時代から、OBCでのラジオ中継が終了する2014年まで実況を担当。
- 出発進行!うめじゅんです - フリーアナウンサーへ転身してから、メインパーソナリティ・梅田淳の夏期休暇中に代演。
- 中井雅之のハッピーで行こう!メインパーソナリティ（2013年4月 - 2015年3月）
- ほんまもん!原田年晴です - 現在も同局のアナウンサーである原田の夏季休暇中に、パーソナリティ代理として出演。
- 板東・中井の喜・怒・哀・楽（2015年4月 - 2019年9月、板東英二と共にパーソナリティを担当）

以下の番組はいずれも、フリーアナウンサーへの転身直後に出演していた毎日放送（MBSラジオ）の番組。
- MBSミュージックタウン（1992年10月～1993年3月）
- ちゃやまちっくWAO!

### その他
- ウインダリア（アニメトピアのスポンサーによるアニメ映画。一市民の役として声の出演）
- 新・部長刑事　アーバンポリス24（朝日放送制作のテレビドラマ）

## 関連人物
- やしきたかじん
- 桂ざこば
- 桂南光
- 関純子
- 片山淳子